# Copernicien (Lune)
Pour les articles homonymes, voir Copernic (homonymie).

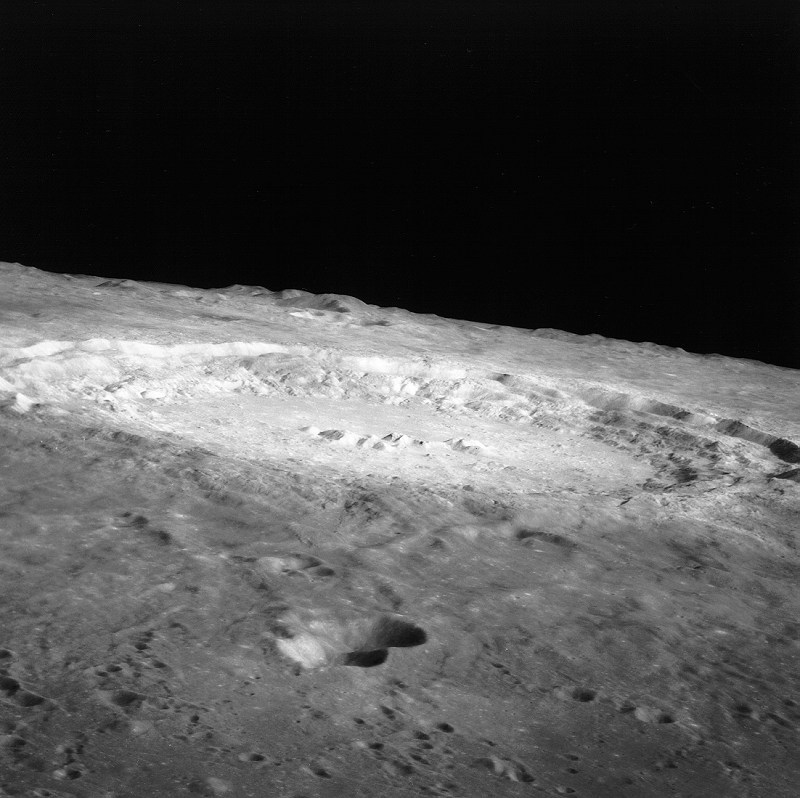
Le cratère de Copernic vu depuis l'orbite lunaire d'Apollo 12.

Le Copernicien est une période géologique de la Lune qui s'étend de −1 100 millions d'années jusqu'à nos jours. Son nom fait référence au cratère Copernic, dont l'impact marque le début de la période.
L'équivalent terrestre est constitué des ères du Néoprotérozoïque (éon Protérozoïque), et l'éon du Phanérozoïque dans son intégralité. 